# Whitney Westgate
Whitney Westgate est une actrice pornographique américaine née le 31 janvier 1993 à Middletown (New Jersey).

## Biographie
Whitney Westgate commence sa carrière en 2012 et devient Penthouse Pet en avril 2013. En quelques années, elle tourne des scènes dans plus d'une cinquantaine de films, aux côtés de Mia Malkova ou Jessa Rhodes, par exemple. Whitney Westgate tient le rôle principal dans le film Grab and Bind of Whitney Westgate : The Education of a Bondage Slave en 2014.

## Filmographie sélective
- 2012 : Big Dick for a Cutie 2
- 2013 : Kissing Cousins 2
- 2014 : Cheer Squad Sleepovers 8
- 2014 : Cheer Squad Sleepovers 10
- 2015 : Mia Loves Girls
- 2016 : First Anal
- 2017 : Perfect Pussy
- 2018 : Naughty Office 50